# Sixto Marco
Sixto Marco Marco  (Elche, 25 de enero de 1916 - Elche, 13 de enero de 2002) fue un pintor y escultor español. Hijo Predilecto de la ciudad que le vio nacer en 1916, durante 25 años fue cantor en el Misterio de Elche, interpretando principalmente el papel del apóstol San Juan. Destacó por su propio estilo, resultado de constante evolución durante su vida. La representación del Misterio de Elche es una pieza importante en sus obras. Fue miembro fundador del Grupo de Elche, movimiento considerado clave en la renovación plástica valenciana de posguerra.
Su primera exposición fue en el año 1956, en Alicante. La exposición constó de 30 óleos, en su mayoría, de imágenes sobre escenas del Misterio de Elche.
En los años siguientes, viajó a varios países del extranjero debido a la gran repercusión que consiguió gracias a sus obras.
Durante los años 1979 a 1983, José Ramón Clemente, realizó una colección de audiovisuales filmados en super 8 para el centro cultural antecesor del actual Instituto Alicantino de Cultura Juan Gil-Albert, con los protagonistas, además del propio Sixto Marco, de Miguel Abad Miró, Manuel Baeza, Vicente Bañuls y su hijo Daniel Bañuls Martínez, Gastón Castelló, José Antonio Cía, M. González Santana, Polín Laporta, Enrique Lledó, José Pérez Gil, Francisco Pérez Pizarro, R. Ruiz Morante y Emilio Varela Isabel.
Murió el 13 de enero de 2002 a causa de una afección pulmonar. Debido a su fallecimiento, el ayuntamiento de Elche decidió izar la bandera a media asta y solicitó el permiso a la familia para instalar la capilla ardiente en la Casa Consistorial. Fue enterrado con el atuendo de San Juan que vestía en el Misterio de Elche.
Un instituto de secundaria de Elche lleva su nombre como homenaje, así como una calle de la misma localidad. Calle que fue bautizada el mismo día de su nombramiento como Hijo Predilecto. Además, en la Replaceta de San Joan se encuentra una escultura en bronce del pintor en tamaño real sentado en un banco.
A título póstumo y debido al centenario de su nacimiento, la Universidad Miguel Hernández distinguió al pintor y escultor con un premio honorífico. Asimismo, la Universidad de Alicante le concederá el Laurel de Oro. Dicha distinción reconoce a "personas o instituciones de excelente prestigio nacional o internacional en el campo de las ciencias, de las letras, de la investigación científica, de la docencia, de la creación artística, del deporte y de la solidaridad."